# بات داف
بات داف (بالإنجليزية: Pat Duff)‏ هو لاعب كرة قاعدة أمريكي، ولد في 6 مايو 1875 في بروفيدنس في الولايات المتحدة، وتوفي بنفس المكان في 11 سبتمبر 1925.

## وصلات خارجية
- بات داف على موقعبيزبول رفرنس.كوم (الدوري الرئيسي) (الإنجليزية)
- بات داف على موقعبيزبول رفرنس.كوم (الدوري الثانوي) (الإنجليزية)